# Янсане, Момо
Момо́ Янсане́ (фр. Momo Yansané; род. 29 июля 1997, Фрия, Боке) — гвинейский футболист, нападающий клуба «Сумгаит». Выступал за национальную сборную Гвинеи.

## Клубная карьера
Является воспитанником «Хафии» из гвинейского города Конакри. В этом клубе Янсане начал профессиональную карьеру в 2016 году. Через год перебрался в марокканский ФЮС из города Рабат. В марте 2019 года Момо на правах аренды перешёл в белорусский футбольный клуб «Ислочь». В дебютном сезоне нападающий сыграл суммарно за «волков» 32 матча и набрал 17 (13+4) результативных баллов по системе «гол+пас», став лучшим бомбардиром команды в чемпионате — 11 голов. Янсане трижды попадал в символическую сборную тура и забил самый красивый гол июля в чемпионате Беларуси. 
В августе признавался лучшим игроком месяца в составе «Ислочи». По итогам сезона был признан лучшим игроком команды.
После завершения чемпионата клуб из Минского района выкупил трансферные права на футболиста у марокканцев. 22-летний форвард подписал долгосрочный контракт с «Ислочью».
В сентябре 2020 года присоединился к малийскому клубу «Блэк Старз», за который, однако, так и не сыграл. В начале 2021 года на правах аренды перешёл в «Нижний Новгород», выступавший в ФНЛ, и помог клубу выйти в Премьер-лигу.
В июле 2021 года пополнил состав тираспольского «Шерифа».
Выступал за «Торпедо» (Кутаиси).
21 января 2025 года перешёл в «Сумгаит».

## Карьера в сборной
В сентябре 2019 года Момо Янсане был вызван в олимпийскую сборную Гвинеи (U-23) на матчи с Кот-д´Ивуаром в рамках третьего раунда квалификации Кубка африканских наций до 23 лет. В первой игре Гвинея одержала выездную победу (1:0), в ответном матче потерпела поражение (1:2). По сумме двух матчей в финальную часть турнира прошел Кот-д´Ивуар. Янсане принял участие в ответном матче, сыграв 90 минут.
В ноябре 2019 года Момо впервые получил приглашение в национальную сборную Гвинеи на матчи квалификации Кубка африканских наций-2021 против Мали и Намибии. Оба матча провёл на скамейке запасных.

## Достижения
«Шериф»
- Победитель Национального дивизиона — 2021/22
- Обладатель Кубка Молдавии — 2021/22

Личные
- Медаль «За трудовую доблесть» (30 декабря 2021 года, ПМР) — за большой вклад в развитие футбола, высокие спортивные достижения, волю к победе, стойкость и целеустремлённость, проявленные в самом престижном клубном турнире мира — Лиге чемпионов УЕФА, и в связи с 25-летием со дня образования закрытого акционерного общества «Спортивный клуб «Шериф»[13]